# Sébastien Escanyé
Sébastien Escanyé (Mosset, 24 de març del 1759 - Vinçà, 13 d'abril del 1832) fou un polític i parlamentari francès, pare del també polític Ferdinand Escanyé.

## Biografia
Sébastien Escanyé era fill de Joseph Escanyé, fuster i responsable de les fargues de Pierre d'Aguilar (últim senyor de Mosset i primer alcalde de Perpinyà), i Catherine Sarda, tots dos de Mosset. Fou pare de Ferdinand Escanyé i avi de Frederic Escanyé.

## Mandats
Diputat a l'Assemblea Nacional legislativa francesa de 1791
- 3 de setembre del 1791 - 20 de setembre del 1792[4]

Alcalde de Vinçà
- 1790-1791
- 1800-1815
- 1830-1831

Conseller General del cantó de Vinçà
- 1790-1792
- 1800-1815
- 1831-1832